# Edith Cavellová
Edith Cavellová (4. prosince 1865 – 12. října 1915) byla britská zdravotní sestra pracující za první světové války v Němci okupovaném Bruselu. Byla obviněna a odsouzena k smrti německým válečným soudem pro zradu, které se měla dopustit tím, že umožnila útěk britským válečným zajatcům, jež ošetřovala.
Její poprava, uskutečněná navzdory mohutným mezinárodním protestům, značně poškodila renomé Německého císařství v očích nezúčastněného světa a stala se velkou zbraní britské propagandy, která ji prezentovala jako klasický případ německého barbarství.
Edith Cavellová patří mezi nejznámější oběti první světové války v anglosaském světě a je po ní pojmenováno mnoho nemocnic, ústavů, ulic a přírodních objektů. Anglikánská církev ji připomíná ve svém kalendáři svatých o výročním dnu její smrti.

## Externí odkazy

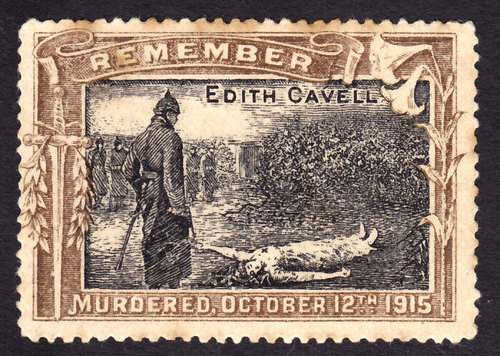
Známka na památku E. Cavellové